# Висота 88,5 (фільм)
«Висота 88,5» (рос. «Высота 88,5») — білоруський радянський агітаційний фільм 1932 року режисера Юрія Тарича.

## Сюжет
Дія фільму розгортається в обстановці можливої війни. Ранок в прикордонному колгоспі Підгай. Літак скидає листівки з повідомленням про початок війни, оголошується мобілізація. Голова колгоспу Волков організовує збір чоловіків на призовний пункт, здачу зерна державі, розпоряджається заховати худобу в лісі. Членам сільського осередку Тсоавіахіму роздають зброю і протигази...

## У ролях
- Іван Клюквин
- Микола Прозоровський
- Андрій Апсолон
- Володимир Уральський

## Творча група
- Сценарій: Ю. Берман, Б. Верховський
- Режисер: Юрій Тарич
- Оператор: Іван Тихомиров
- Композитор: